# Mel Leven
Pour les articles homonymes, voir Leven (homonyme).
Melville A. Leven ou Mel Leven était un compositeur américain, né le 11 novembre 1914 à Chicago et décédé le 17 novembre 2007 à Studio City (États-Unis). Il travailla sur plusieurs films Disney. Il a aussi écrit pour plusieurs chanteurs dont Peggy Lee (Every Time), The Andrews Sisters (Commoners Boogy), Nat King Cole, Dean Martin et Les Brown.

## Biographie
La chanson la plus connue est surement celle associée au personnage de Cruella d'Enfer (Cruella de Vil) dans Les 101 Dalmatiens (1961). La même année, il écrit le scénario et les paroles de 16 chansons pour le film Babes in Toyland (1961). 
Il a écrit des chansons, des histoires et fait la voix off pour la série jeunesse Big Blue Marble (en) de la chaîne Public Broadcasting Service ainsi que des publicités.

## Filmographie
- 1951 : The Lady Says No
- 1958 : Sing Boy Sing (en)
- 1959 : Noah's Ark
- 1961 : Les 101 Dalmatiens (One Hundred and One Dalmatians)
- 1961 : Babes in Toyland
- 1967 : Picsou banquier
- 1967 : L'Honorable Griffin